# Yuri Obara
Yuri Obara (Japans: 小原 悠里) (Obihiro, 10 september 1980) is een schaatser uit Japan.
In 1999 reed ze op de WK allround voor junioren naar een zilveren medaille.
Het jaar daarop, op de WK allround junioren 2000 werd ze tiende.
Tweemaal startte ze op de WK allround, in
2001 en
2003.
Bij de Aziatische kampioenschappen schaatsen 2001 behaalde ze twee zilveren medailles.
En op de Aziatische kampioenschappen schaatsen 2009 werd ze derde in de eindklassering van het allround-toernooi.
Op de Olympische Winterspelen in 2002 reed ze voor Japan op de 1500 meter, waar ze als 29e finishte.

## Records

### Persoonlijke records[5]
| Afstand    | Tijd    | Datum            | Baan           |
| ---------- | ------- | ---------------- | -------------- |
| 500 meter  | 39,64   | 9 maart 2013     | Calgary        |
| 1000 meter | 1.18,17 | 11 augustus 2001 | Calgary        |
| 1500 meter | 1.56,92 | 20 november 2005 | Salt Lake City |
| 3000 meter | 4.11,13 | 17 maart 2001    | Calgary        |
| 5000 meter | 7.32,62 | 22 december 2005 | Nagano         |